# Wintel
Wintel – nieformalna, popularna architektura komputerów zawierająca system operacyjny Microsoft Windows i procesor zgodny z architekturą Intela (IA-32). Wintel posiada też bardzo bogatą bazę aplikacji i sterowników. W materiałach reklamowych zazwyczaj jest określana mianem PC, co nawiązuje do historycznej zgodności z komputerem IBM PC. Od połowy lat ’90 firma IBM praktycznie nie posiada jednak żadnego wpływu na jej kształtowanie.

## Rozszerzenie 64-bitowe
Ze względu na problemy z obsługą 4 GB (i większych pojemności) pamięci operacyjnej, jak też rosnące pod tym względem wymagania aplikacji, konieczne stało się rozwinięcie architektury IA-32. Ostatecznie zdecydowano się na rozszerzenie x64 zaproponowane przez firmę AMD (spotyka się też nazwy x86-64 i amd64). Nowe komputery wymagają specjalnych wersji systemów operacyjnych i sterowników, ale pozwalają na uruchamianie aplikacji 32-bitowych.
Obecnie większość sprzętu wspiera już instrukcje 64-bitowe. Proces przechodzenia aplikacji na nową architekturę jest jednak wolniejszy. Dużo aplikacji korzysta ze wstecznej kompatybilności i uruchamia kod 32-bitowy na maszynach 64-bitowych. W szczególności wolniej migrują gry komputerowe i przeglądarki WWW oraz aplikacje mobilne.

## Krótka historia
- 1981 – na rynek zostaje wprowadzony IBM PC. Stworzenie systemu operacyjnego zostaje powierzone zewnętrznej firmie – Microsoft. W ciągu kilku miesięcy pojawiają się liczne klony produktu IBM.
- 1986 – firma Compaq wprowadza do swoich klonów IBM PC procesor Intel 80386. Wydarzenie to jest ważne z kilku powodów. Z jednej strony po raz pierwszy klony wyprzedziły tak wyraźnie oryginalne konstrukcje. Z drugiej zaś firma Intel zaczęła z tym procesorem zaostrzać politykę licencyjną.
- 1987 – IBM wprowadza uaktualnioną wersję swojej architektury o nazwie PS/2, której głównym zadaniem ma być ograniczenie liczby klonów. Ostatecznie rozwiązanie nie przyjęło się na rynku.
- 1990 – Microsoft wprowadza system Windows 3.0, który odnosi sukces rynkowy. w efekcie współpraca nad systemami operacyjnymi z firmą IBM zostaje zakończona.
- 1995 – Microsoft wprowadza Windows 95. Powoli możliwe staje się tworzenie gier i aplikacji multimedialnych, które nie komunikują się bezpośrednio ze sprzętem, a wykorzystują abstrakcje dostarczoną przez system operacyjny.
- 2001 – na rynek trafia Microsoft Windows XP. Było to udane wprowadzenie zaawansowanego systemu operacyjnego do komputerów domowych i ostateczne umocnienie pozycji Microsoftu.
- 2005 – IBM ostatecznie sprzedaje swój dział komputerów osobistych firmie Lenovo.
- 2009 – Microsoft Windows Server 2008R2 zostaje udostępniony wyłącznie w wersji 64-bitowej, kliencka wersja systemu Windows 7 dalej wydawana jest w wersjach 32-bitowej i 64-bitowej.
- 2015 – Microsoft potwierdza dostępność Windows 10 w wersji 32-bitowej i 64-bitowej.